# Paulo, o Diácono
Paulo, o Diácono (em latim: Paulus Diaconus; c. 720 – 13 de abril de 799 (79 anos)), também conhecido como Varnefredo e Cassinensis ("de Monte Cassino"), foi um monge beneditino e historiador dos lombardos.

## Biografia
Um ancestral seu chamado Leupiquis chegou à península Itálica juntamente com o grupo liderado por Alboíno (em 568), e recebeu terras nas proximidades de Fórum de Júlio (Forum Julii; atual Cividale del Friuli). Durante uma invasão os ávaros raptaram os cinco filhos de Leupiquis, levando-os até a Panônia, porém um, com o mesmo nome, logrou retornar à Itália e restaurar as fortunas de sua dinastia. O neto do Leupiquis mais novo foi Varnefrido, que casou-se com Teodelinda e se tornou pai de Paulo.
Nascido em torno de 720 d.C. em Cividale no Friul, desta família nobre lombarda, Paulo recebeu sua educação provavelmente na corte do rei lombardo Raquis, em Pávia, onde foi instruído por um professor chamado Flaviano nos rudimentos do grego. É provável que tenha sido secretário do rei Desidério, sucessor de Raquis; sabe-se com certeza que a filha do rei, Adelperga, foi sua pupila. Depois do casamento de Adelperga com Ariquis II, duque de Benevento, Paulo escreveu, a pedido dela, a continuação da obra de Eutrópio.
Sabe-se que, além de ter vivido na corte lombarda em Benevento, a partir de 758 d.C., refugiou-se lá quando Pavia foi tomada por Carlos Magno, em 774 d.C.. Pouco tempo depois entrou para o mosteiro beneditino de Montecassino.
Por volta de 776, seu irmão havia sido levado como prisioneiro para a Frância, e cinco anos mais tarde, quando o rei franco visitou Roma, Paulo conseguiu escrever-lhe, pedindo, com sucesso, que intercedesse em favor de seu irmão.
Passou um tempo na corte de Carlos Magno, provavelmente entre 782 e 786 e Paulo tornou-se um fator importante no renascimento carolíngio.
Em 787, retornou à Itália e a Montecassino, onde morreu em 799. Seu sobrenome em latim, Diaconus, mostra que recebeu suas ordens como diácono, e acredita-se que tenha sido um monge antes da queda do Reino Lombardo.

## Obras
A principal obra de Paulo é a sua Historia gentis Langobardorum ("História dos Lombardos"). Esta história incompleta, em seis livros, foi escrita depois de 787, e até no máximo 795/796, provavelmente em Montecassino. O texto aborda a história dos lombardos desde 568 até a morte do rei Liuprando, em 744, e contém muitas informações a respeito do Império Bizantino, dos francos, e de outros povos do período. A história é narrada do ponto de vista de um lombardo, e tem um valor especial por suas informações acerca das relações entre os francos e os lombardos.
Entre os documentos usados por Paulo como fontes estão o Origo Gentis Langobardorum ("Origem dos Povos Lombardos"), o Liber Pontificalis ("Livro Pontifício"), a história perdida de Segundo Concílio de Trento, e os anais perdidos de Benevento; também utilizou com liberalidade as obras de Bede, Gregório de Tours e Isidoro de Sevilha.

Evolução do território franco. As conquistas de Carlos Magno estão em verde claro. Os territórios além-fronteira representados em verde são os vassalos do Império Carolíngio.

Cognato desta obra é sua Historia Romana, uma continuação do  Breviarium historiae Romanae de Eutrópio, compilada entre 766 e 771 em Benevento. Paulo teria aconselhado a princesa Adelperga a ler Eutrópio. Ela o teria feito, porém queixou-se de que este escritor pagão nada dizia sobre os assuntos eclesiásticos, e interrompia seu relato com a ascensão do imperador Valente, em 364. Paulo, consequentemente, entrelaçou relatos das Escrituras, dos historiadores eclesiásticos e de outras fontes junto com os relatos de Eutrópio, acrescentando mais seis livros e trazendo a história até 553. A obra tem grande valor pela sua apresentação histórica antiga do fim do Império Romano do Ocidente, embora tenha sido muito popular durante a Idade Média. Foi editada por H Droysen e publicada no Monumenta Germaniae Historica. Auctores antiquissimi, volume ii. (1879), bem como por A. Crivellucci em Fonti per la storia d' Italia, n. 51 (1914).
Paulo escreveu, a pedido de Angilram, bispo de Metz (d. 791), uma história dos bispos de Metz até 766, a primeira obra do gênero a norte dos Alpes. Esta Gesta episcoporum Mettensium foi publicada no volume ii. do Monumenta Germaniae historica Scriptores, e foi traduzido para o alemão (Leipzig, 1880). Paulo também escreveu diversas cartas, versos e epitáfios, incluindo os do duque/príncipe Ariquis II de Benevento, e de muitos membros da família carolíngia. Algumas das cartas foram publicadas com a Historia Langobardorum no Monumenta; os poemas e epitáfios editados por Ernst Dümmler podem ser encontrados na Poetae latini aevi carolini, volume i. (Berlim, 188f). Mais recentemente algum material inédito seu voltou a aparecer; uma nova edição de seus poemas (Die Gedichte des Paulus Diaconus) foi editada por Karl Neff (Munique, 1908), que negou, no entanto, a Paulo o crédito do mais famoso poema da coletânea, o Ut queant laxis, um hino a São João de onde Guido d'Arezzo retirou as sílabas iniciais dos primeiros versos para dar o nome das primeiras notas da escala musical. Paulo também escreveu uma epítome, que sobreviveu, de Sexto Pompeu Festo, De significatu verborum, dedicada a Carlos Magno.
Ainda em sua estada na Frância, Paulo recebeu um pedido do próprio Carlos Magno para compilar uma coletânea de homílias, que ele fez depois de seu retorno a Montecassino, e que foi usada com frequência nas igrejas frâncicas. Uma vida do papa Gregório, o Grande também lhe foi atribuída, bem como uma tradução para o latim do original grego da Vida de Santa Maria Egipcíaca.